# Kungsängen, Uppsala

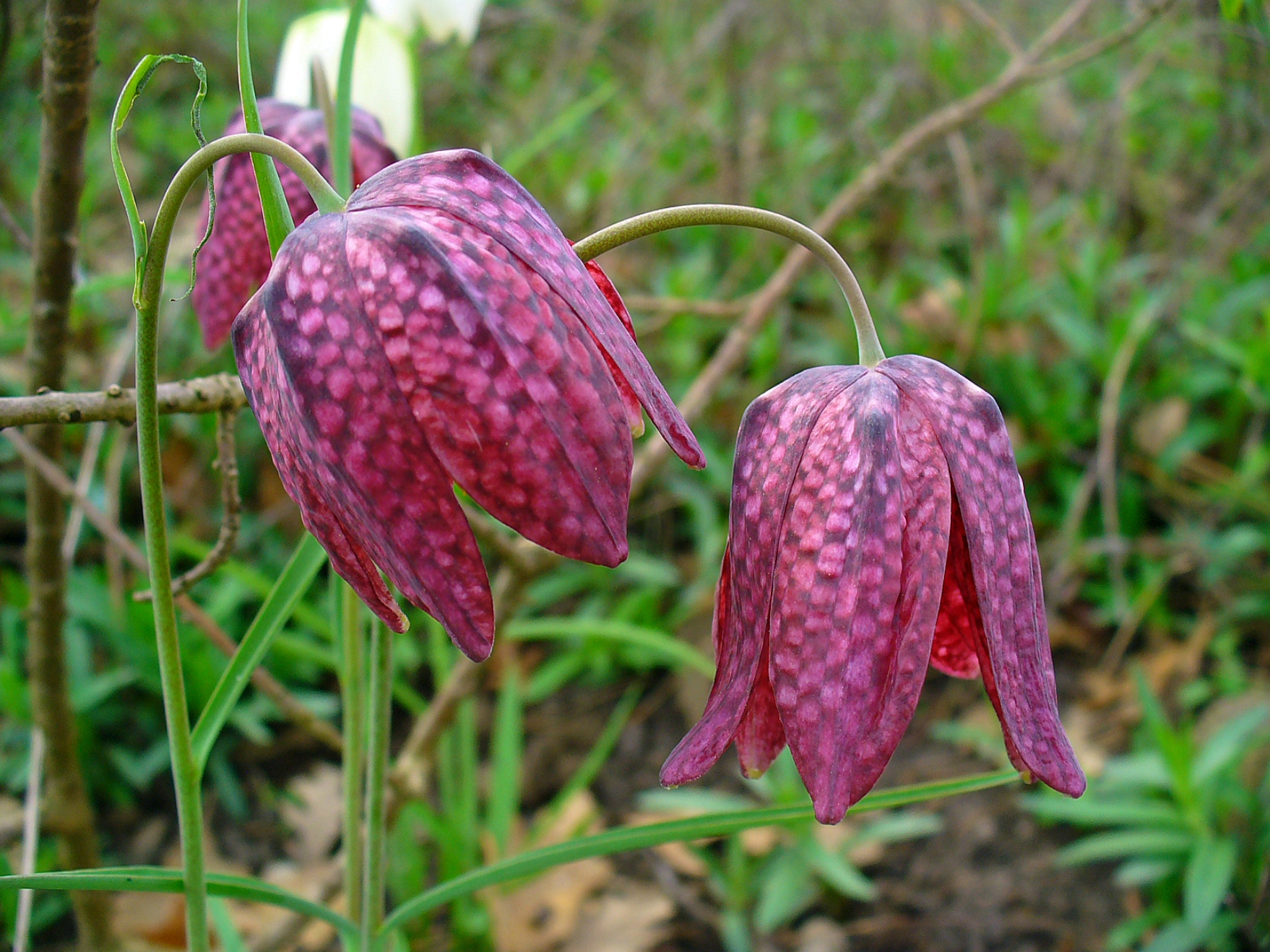
Kungsängsliljan, Fritillaria meleagris, är Upplands landskapsblomma.

Kungsängen är en stadsdel omfattande södra delen av Uppsala centrum öster om Fyrisån samt ängarna söder om den gamla stadsgränsen.
Ängen som ingår i namnet tillhörde på medeltiden kungsgården Föresäng som låg vid det nuvarande kvarteret Gudrun. Själva kungsängarna är ett naturreservat (se Uppsala kungsäng), med sanka slåtterängar som förutom kungsängsliljan, som fått sitt svenska namn efter området, också är hemvist för många fågelarter. Området var fram tills 1800-talet även känt som Islandet. Namnet kom från att Fyrisån här utvidgades till en grund sjö som belades med is vintertid. På denna is hölls fram till 1895 den årliga marknaden Distinget.

## Beskrivning
Kungsängen består idag dels av sydliga i äldre tid bebyggda innerstadsområden med angränsande industrikvarter och dels ängsmarkerna där Sveriges lantbruksuniversitet bedriver verksamhet. 
Området mellan innerstadsdelen av Kungsängen (kvarteren där medeltidens Vårfrukyrka låg vid dagens Bredgränd) och ängarna utanför stan, inrymde tills nyligen ett av Uppsalas större industriområden. Här finns ännu Lindvalls kafferosteri men en tidigare mångsidig industri med bland annat en metallduksfabrik och stadens gasverk, är nu väsentligen reducerad. Efter avveckling av områdets industriella verksamhet har marken under åren efter millennieskiftet bebyggts (projektet "Industristaden") med främst kontor och bostäder i slutna kvarter av omkring sex våningars höjd. Kungsängsgatan genomkorsar stadsdelen parallellt med ån och passerar Kungsängs Torg. I dess närhet finns Samariterhemmets sjukhus och sedan 1970-talet lokaler för offentlig förvaltning såsom Länsstyrelsen, Skattemyndigheten och Statens Livsmedelsverk. Vid Kungsängens nordöstra gräns finns Resecentrum och den gamla järnvägsstationen. Större tvärgator är Bäverns gränd (med Islandsbron), Strandbodgatan och i längre ut i Industristaden, Kungsängsesplanaden. 

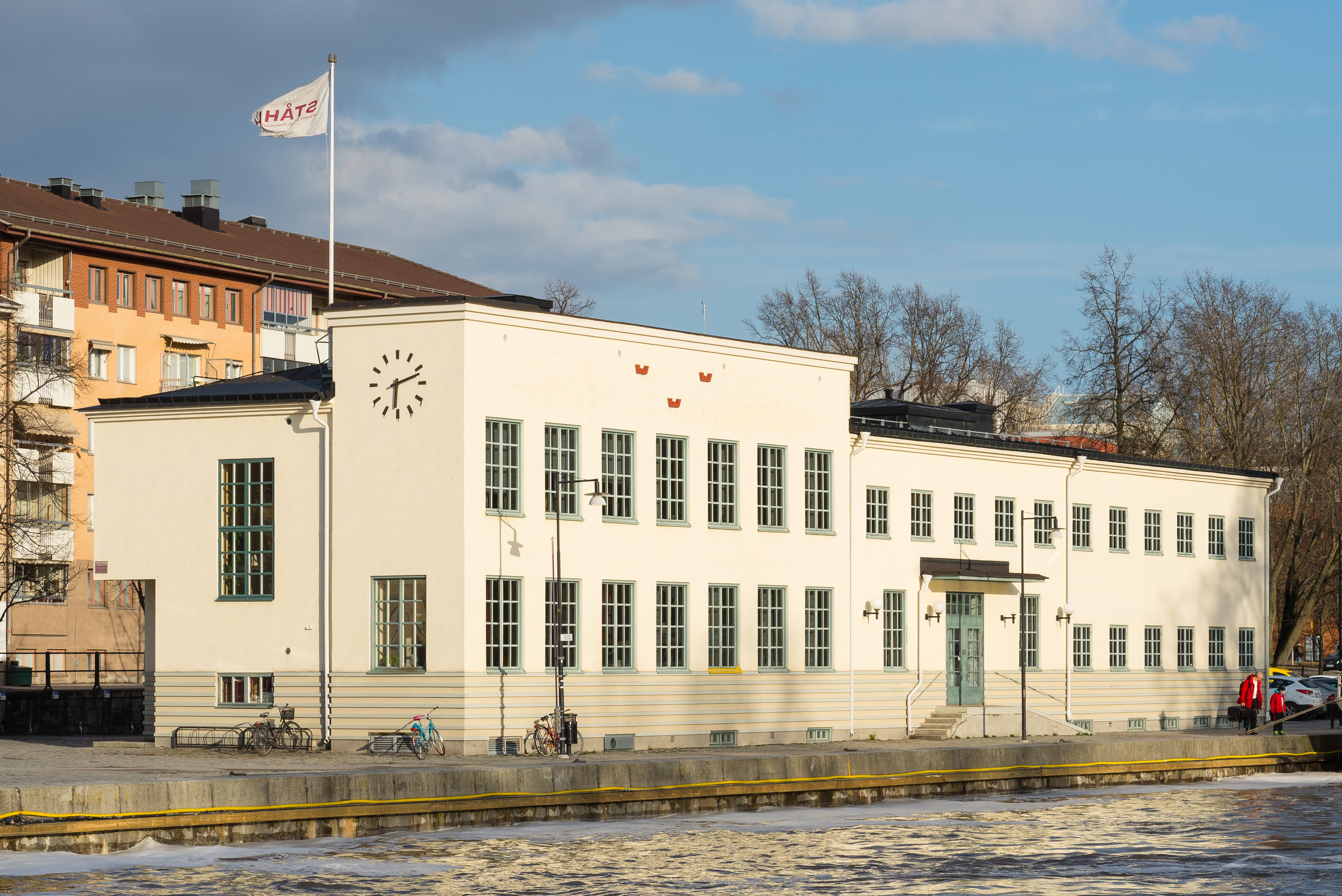
Tullhuset i hamnen. (Arkitekt Per Benson, 1936.)

Invid Uppsala Hamn vid Fyrisån och Industristaden finns Kungsörnens kvarnanläggning, tidigare kallad Uppsala Ångkvarn. 
Hamnen hade fram till tidigt 2000-tal åtskilliga årliga anlöp av spannmålssjöfart men betjänar numera främst turisttrafik. Ekolns Segelklubb har längre söderut invid ån en uppläggningsplats för fritidsbåtar. En öppningsbar gång- och cykelbro av holländsk motviktstyp, Hamnspången, förbinder Kungsängen med västra åsidan. Kajanläggningen har sedan 2009 utvidgats med nya träbryggor och sittplatser vid en park mot ån i det exploaterade områdets yttre del. Ännu längre ut, nära Kungsängsleden, finns kommunens reningsverk.